# Taula Democràtica del País Valencià
Taula Democràtica del País Valencià fou un organisme unitari de l'oposició al franquisme al País Valencià formada el 1972 pels Grups d'Acció i Reflexió Socialista (GARS) de Vicent Ventura (després PSPV), el Partit Carlí del País Valencià de Laura Pastor Collado, la Unió Democràtica del País Valencià (UDPV), el PSOE de Josep Lluís Albinyana i Manuel del Hierro, Unificació Comunista d'Espanya (UCE), el PCE d'Antonio Palomares Vinuesa, encara que després se separà en constituir-se la Junta Democràtica, el PSAN de Francesc Candela i Escrivà i altres partits de l'extrema esquerra. En els seus principis constitutius, la Taula postulava la «promulgació d'un estatut autonòmic el qual situe el País Valencià en condicions similars als que obtinguen les altres regions històriques i diferenciades de l'àmbit de l'Estat espanyol», és a dir, Catalunya, País Basc i Galícia. Integrava només partits polítics, no admetia personalitats independents per molt prestigioses que fossin.

## «Els 10 d'Alaquàs»
Per impuls de Vicent Ventura es va plantejar la necessitat de crear una plataforma que redactés un projecte d'estatut que servís per a l'autogovern dels valencians, i per a subratllar la voluntat dels partits autonòmics valencians de donar prioritat a l'autonomia. La Comissió Pro Estatut fou convocada el 24 de juny de 1975 a la Casa d'Exercicis Espirituals de la Puríssima d'Alaquàs però a la tarda la reunió va ser interrompuda per la Brigada Político-Social de la policia, pistola en mà, i al crit en castellà de «Quietos! Las manos encima de la mesa» ("Quiets! Les mans sobre la taula.").
Els assistents foren detinguts i posats a disposició del Tribunal d'Ordre Públic, qui els va processar el 3 de juliol de 1975 per un delicte d'associació il·lícita de l'art. 172 del Codi Penal. Els processats, anomenats Els deu d'Alaquàs, contra els que es va decretar presó provisional, eren: Laura Pastor Collado, Joan Josep Pérez Benlloch, Vicent Soler i Marco, Francesc Xavier Navarro Arnal, Josep Corell Martí, Ernest Lluch i Martín, Carles Dolç i Soriano, Francesc Candela i Escrivà, Josep Guia i Marín i Carlos Manuel Martínez Llaneza. Tot i que a les reunions hi anaven els representants d'UDPV Ernest Sena i Calabuig, Vicent Miquel i Diego, o Joaquim Maldonado Chiarri, aquell dia no hi havien anat. D'aquesta forma es van constituir «els 10 d'Alaquàs», terme adoptat per la revista Canigó l'agost de 1975.
L'Acte Judicial imputava als detinguts un delicte d'associació il·lícita perquè la reunió tenia la finalitat de constituir el Consell Democràtic del País Valencià amb ànim de crear un govern provisional autònom del País Valencià. El 12 de juliol de 1975, Las Provincias publicava un escrit d'adhesió amb els detinguts, i exigiria el reconeixement de les més elementals llibertats públiques. Els signants eren 93 professors universitaris, entre ells Manuel Sánchez Ayuso, José María del Rivero Zardoya, Manuel Broseta Pont, Amando de Miguel, Ferran Vicent Arche Domingo, Manuel Sanchis Guarner, Aurelio Martínez, Rafael Ll. Ninyoles, Josep Vicent Marquès, Damià Mollà, Víctor Fuentes, Josep Lluís Blasco, Alfons Cucó, Celia Amorós, Pedro Ruiz, Juan Martín Queralt, Vicent Llombart, Emèrit Bono i Martínez, Segon Brú, Clementina Ródenas, Luis Espinosa, Carme Alborch.
Es va sol·licitar la imposició d'una pena de 3 anys de presó per a cadascun dels processats, però la causa es va sobreseure i arxivar per aplicació de l'indult de 25 de novembre de 1975, 5 dies després de la mort de Francisco Franco.

## Integració al Consell
El 1975 va entrar en crisi per la sortida del PCE, que va integrar-se en la Junta Democràtica del País Valencià, i malgrat el rebombori provocat per la detenció d'Alaquàs l'agost del 1975 va decidir integrar-se en el Consell Democràtic del País Valencià, que aglutinava la Junta i la Taula.